# Omar Catarí
Omar Catarí Peraza (ur. 25 kwietnia 1964 w Barquisimeto) – wenezuelski bokser, medalista olimpijski.

## Kariera w boksie amatorskim
Jako amator startował w kategorii piórkowej (do 57 kg). Odpadł w ćwierćfinale igrzysk panamerykańskich w 1983 w Caracas po przegranej z późniejszym triumfatorem Adolfo Hortą.
Na letnich igrzyskach olimpijskich w 1984 w Los Angeles zdobył brązowy medal po wygraniu trzech walk i przegranej w półfinale z Meldrickiem Taylorem ze Stanów Zjednoczonych. Odpadł w drugiej walce na mistrzostwach świata w 1986 w Reno. Zdobył brązowy medal na igrzyskach Ameryki Środkowej i Karaibów w 1986 w Santiago de los Caballeros. Przegrał pierwszą walkę z Arnaldo Mesą z Kuby na igrzyskach panamerykańskich w 1987 w Indianapolis.
Zwyciężył na mistrzostwach Ameryki Środkowej i Karaibów w 1987 w San José. Odpadł w eliminacjach letnich igrzysk olimpijskich w 1988 w Seulu po przegranej w 2. walce z Abdelhakiem Aszikiem z Maroka.

## Kariera w boksie zawodowym
Przeszedł na zawodowstwo w 1991. Walczył w kategorii junior lekkiej (superpiórkowej).
24 lutego 1992 w Inglewood spróbował odebrać tytuł mistrza świata federacji WBA w tej wadze Genaro Hernándezowi, ale przegrał jednogłośnie na punkty. Kolejną walkę przegrał przez nokaut i zakończył karierę. Ogółem w latach 1989–1992 stoczył 15 pojedynków, z których wygrał 11, a przegrał 4.